# Badin (Pakistan)
Badin – miasto w Pakistanie, w prowincji Sindh. W 2017 roku liczyło 112 393 mieszkańców.